# Ministerstvo dopravy České republiky
Ministerstvo dopravy pomáhá řídit a organizovat dopravu v České republice. Ministerstvo dopravy je takzvaný ústřední orgán státní správy ve věcech dopravy. Odpovídá za tvorbu státní politiky v této oblasti a v rozsahu své působnosti i za její uskutečňování. V čele ministerstva je ministr dopravy, který je zároveň členem vlády. Tím stávajícím je Martin Kupka, který úřad převzal 17. prosince 2021.
Ministerstvo dopravy sídlí na nábřeží Ludvíka Svobody v Praze na Novém Městě v budově postavené původně pro československé ministerstvo železnic, kterou využíval Ústřední výbor Komunistické strany Československa.

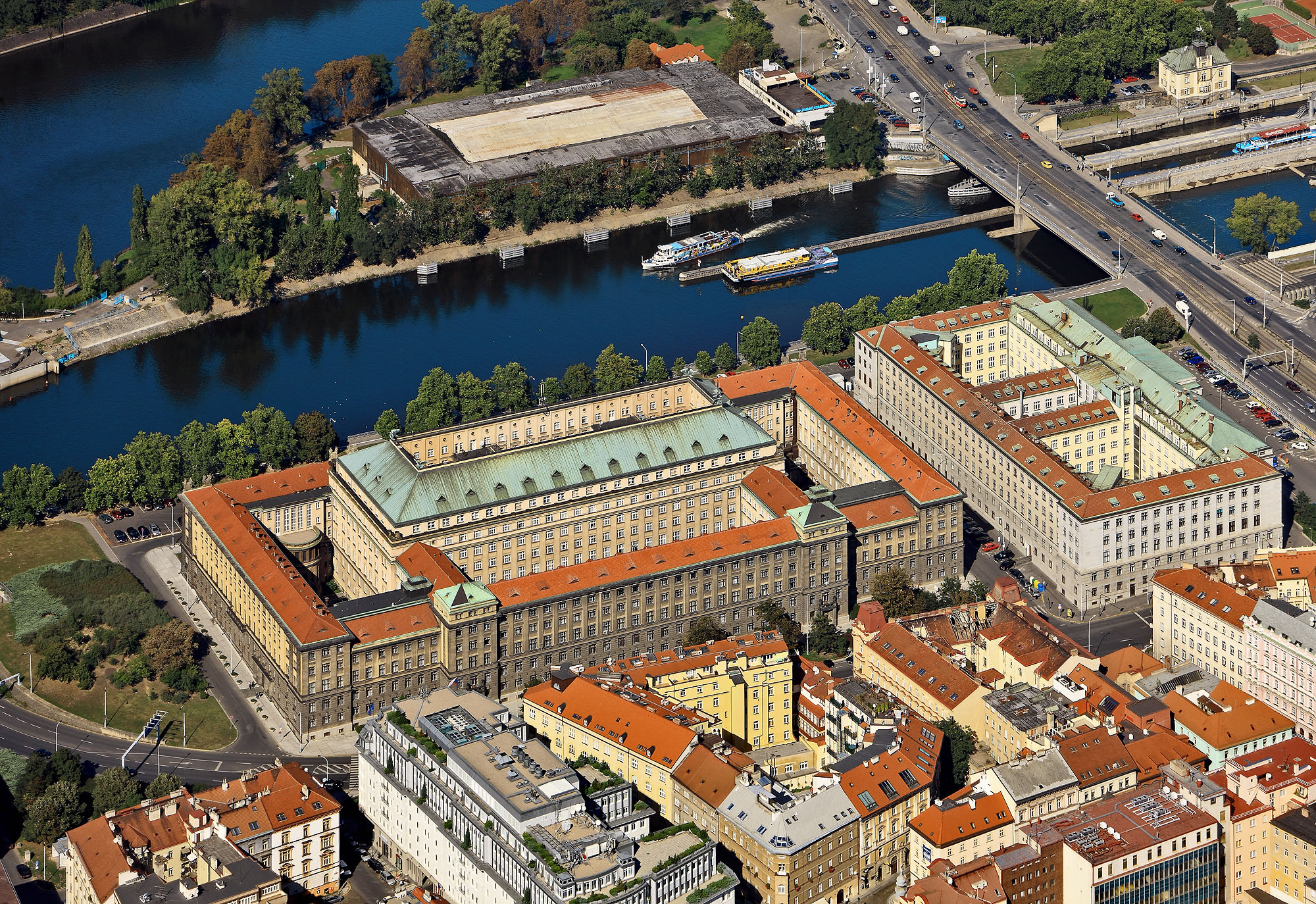
Budova Ministerstva dopravy

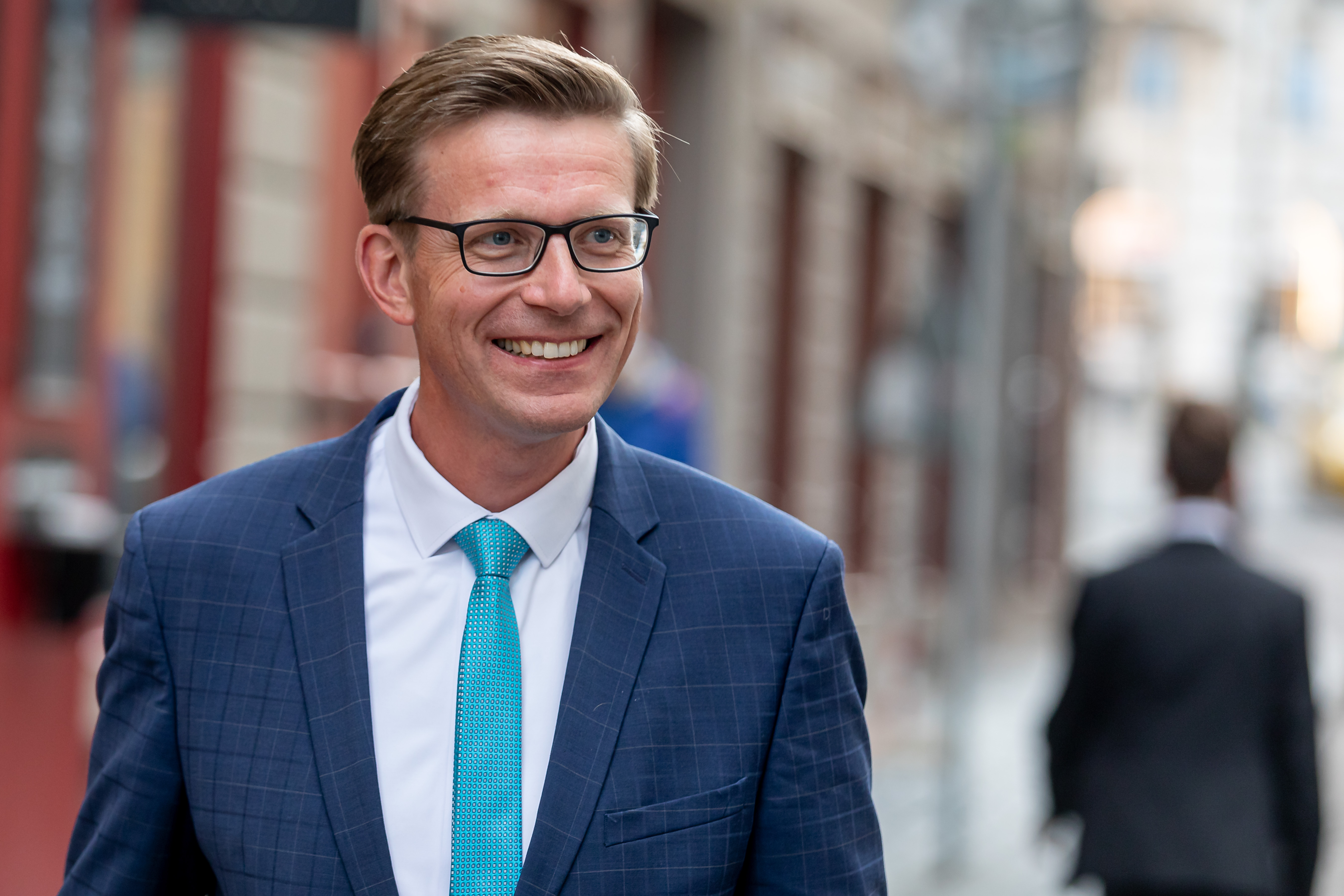
Ministr dopravy od roku 2021 Martin Kupka

## Historie
Bezprostředně po vyhlášení Československé republiky byly dne 2. listopadu 1918 zákonem 2/1918 Sb., zřízeny základní státní úřady – ministerstva, mezi nimi i ministerstvo železnic. Prvním československým ministrem železnic byl ve vládě Karla Kramáře Isidor Zahradník. Až do roku 1932 působilo ministerstvo železnic na sedmi adresách v Praze, nejvíce úředníků sídlilo v Dlážděné ulici, mnoho také v budově ČSD v tehdejší Palackého, později Křižíkově ulici v Karlíně. V roce 1932 se úřad postupně sestěhoval do nové monumentální budovy od architekta Antonína Engela na Petrském nábřeží.
Ministerstvo během dvacátého století několikrát změnilo název i kompetence:
- 1918–1938 – ministerstvo železnic
- 1939–1942 – ministerstvo dopravy
- 1942–1945 – ministerstvo dopravy a techniky
- 1945–1960 – ministerstvo dopravy
- 1960–1963 – ministerstvo dopravy a spojů
- 1963–1988 – ministerstvo dopravy
- 1988–1990 – ministerstvo dopravy a spojů
- 1990–1993 – ministerstvo dopravy
- 1993–2002 – ministerstvo dopravy a spojů
- 2002– současnost – ministerstvo dopravy

V roce 1960 rozhodla vládnoucí Komunistická strana Československa, že do budovy ministerstva dopravy přestěhuje rozrůstající se aparát Ústředního výboru KSČ. Ten do té doby (1945–1960) sídlil vedle Prašné brány Na Příkopě 33/969 (původně budova České eskomptní banky), kam se místo něj přesunul právě úřad ministerstva dopravy. ÚV KSČ využívalo budovu na nábřeží Ludvíka Svobody 1222/12 až do roku 1990, kdy byla navrácena svému původnímu účelu. V současnosti tady spolu s ministerstvem dopravy sídlí také generální ředitelství Českých drah.

## Kompetence a úkoly
Úkolem Ministerstva dopravy je koordinovat dopravu v České republice. K tomu využívá celou řadu podřízených organizací, které mají na starosti vesměs operativní činnosti týkající se dopravní infrastruktury, jako je výstavba a správa silnic a železničních tratí nebo řízení letového provozu. Ministerstvo odpovídá především za legislativní rámec všech svěřených agend, tvoří dopravní politiku státu, spravuje zásadní registry, jako jsou Registr řidičů nebo Registr vozidel, plánuje dopravní infrastrukturu, koordinuje a zčásti objednává veřejnou dopravu a provádí kontrolní činnosti v oblasti dopravy.
Mezi dlouhodobými prioritami úřadu je dostavba české dálniční sítě. Dalšími aktuálními tématy je příprava prvních vysokorychlostních železničních tratí na území České republiky, přípravy prvních úseků železnic na výhradní provoz s ETCS, zajištění podmínek pro rozvoj čisté mobility nebo digitalizace základních dopravních agend. V rámci snahy o e-Government resort provozuje Portál dopravy, jehož prostřednictvím je možné si například zažádat o výměnu řidičského průkazu on-line i bez datové schránky. Portál dopravy má odkazovat na všechny služby, které je možné v resortu dopravy vyřídit on-line.
Portál se tak připojil k dalším již dříve spuštěným on-line službám, jako je elektronická dálniční známka nebo systém jednotného tarifu OneTicket.
Ministerstvo dopravy je silničním správním úřadem a speciálním stavebním úřadem pro dálnice. Rozhoduje o zařazení pozemní komunikace do kategorie dálnice nebo silnice I. třídy nebo vyřazení z těchto kategorií (zrušení dálnic a silnic I. třídy). Povoluje zvláštní užívání silnic formou přepravy zvlášť těžkých nebo rozměrných předmětů a užívání vozidel, jejichž rozměry nebo hmotnost přesahují míru stanovenou zvláštními předpisy, pokud trasa přepravy přesahuje územní obvod jednoho kraje. Uplatňuje stanovisko k politice územního rozvoje, uplatňuje stanovisko k územně plánovací dokumentaci a závazné stanovisko v územním a společném územním a stavebním řízení z hlediska řešení dálnic a silnic I. třídy, a závazné stanovisko ve společném územním a stavebním řízení pro stavby projektů společného zájmu energetické infrastruktury z hlediska působnosti všech silničních správních úřadů s výjimkou působnosti celních úřadů a újezdních úřadů je dotčeným orgánem při posuzování zralosti projektů společného zájmu energetické infrastruktury. Ukládá ochranná opatření u prvků systému elektronického mýtného a u součástí inteligentního dopravního systému. Rozhoduje o opravných prostředcích proti rozhodnutím orgánu kraje v přenesené působnosti. Je dotčeným orgánem v územním, stavebním a společném územním a stavebním řízení pro stavbu tunelu nad 500 m, pokud samo není speciálním stavebním úřadem. Vydává povolení auditorům bezpečnosti pozemních komunikací a vede jejich rejstřík, uděluje akreditaci ke školení těchto auditorů. Zajišťuje provoz systému elektronického mýtného a výběr mýtného nebo těmito činnostmi pověří jinou organizaci. Vykonává státní dozor v oblasti poskytování evropské služby elektronického mýtného, v oblasti poskytování služby inteligentního dopravního systému a vrchní státní dozor nad výkonem státního dozoru prováděného příslušnými silničními správními úřady.
Podle § 29a zákona č. 13/1997 Sb., o pozemních komunikacích, ve znění novelizačního zákona 80/2006 Sb. bylo ministerstvo s účinností od 1. července 2007 povinno zřídit a vést Centrální evidenci pozemních komunikací nebo k tomu pověřit jinou osobu. Tuto povinnost ani během více než 16 let nesplnilo ani k jejímu plnění nepověřilo žádný jiný subjekt. Rovněž nesplnilo ani zákonem uloženou povinnost vydat k jejímu vedení prováděcí předpis, čímž znemožňuje plnění zákonných povinností dalším subjektům, zejména vlastníkům a správcům pozemních komunikací. Dosavadní dotace poskytnuté ŘSD ministerstvem na vývoj systému byly podle zprávy Nejvyššího kontrolního úřadu z roku 2020 využity neúčelně a bez efektu. Ve funkci ministra dopravy se za dobu nečinnosti ministerstva vystřídali Aleš Řebíček, Petr Bendl, Gustav Slamečka, Vít Bárta, Radek Šmerda, Pavel Dobeš, Zbyněk Stanjura, Zdeněk Žák, Antonín Prachař, Dan Ťok, Vladimír Kremlík, Karel Havlíček a Martin Kupka.  
Je ústředním orgánem státní správy ve věcech provozu na pozemních komunikacích, rozhoduje o odvoláních proti rozhodnutí krajského úřadu. Podle § 77 zákona č. 361/2000 Sb. stanoví místní a přechodnou úpravu provozu a užití zařízení pro provozní informace na dálnicích. Schvaluje na žádost a náklady výrobce nebo výhradního dovozce provedení a používání dopravních značek, světelných a akustických signálů, dopravních zařízení a zařízení pro provozní informace. Udílí akreditace k provádění dopravně-psychologického vyšetření a prostřednictvím tříčlenných komisí přezkoumává výsledky těchto vyšetření. Je správcem centrálního registru řidičů a správcem informačního systému digitálního tachografu. Zabezpečuje výrobu a distribuci řidičských průkazů a karet řidiče. 
Podle zákona č. 111/1994 Sb. rozhoduje mj. o udělení licence k provozování mezinárodní linkové osobní dopravy a schvaluje její jízdní řády. Vede pro potřeby veřejnosti celostátní informační systém o jízdních řádech nebo jeho vedením pověří právnickou osobu. Stanoví jednotné termíny změn jízdních řádu vnitrostátní veřejné linkové osobní dopravy. Stanoví obecně závaznou vyhláškou přepravní řád. Vykonává vrchní státní dozor vykonává ve všech věcech silniční dopravy. Vede rejstřík podnikatelů v silniční dopravě. Zajišťuje výrobu a dodávku kontrolních karet, karet podniku a průkazů řidiče taxislužby a tisk a distribuci řady formulářů. Kontroluje vývoj nabídky kapacit v silniční nákladní dopravě, vyhodnocuje intenzitu silniční nákladní dopravy ve vztahu ke kapacitě, propustnosti a stavu silniční infrastruktury, sleduje v souvislosti s vývojem nabídky kapacit a intenzity silniční nákladní dopravy finanční způsobilost dopravců v silniční nákladní dopravě. Uděluje dočasné výjimky z požadavků na dobu řízení vozidla, bezpečnostní přestávky a dobu odpočinku a z požadavků na vedení záznamů o době řízení vozidla, bezpečnostních přestávkách a době odpočinku, a může stanovit podmínky přepravy nebezpečných věcí odchylně od dohody ADR. 
Podle zákona č. 56/2001 Sb. je správcem registru silničních vozidel a správcem informačního systému technických prohlídek. Zajišťuje výrobu tabulek registračních značek a poskytuje tyto tabulky obecnímu úřadu obce s rozšířenou působností na základě jeho požadavku. Zapisuje do registru silniční vozidlo člena diplomatické mise. Ministerstvo je schvalovacím orgánem pro schválení typu silničních a zvláštních vozidel, jejich systémů, konstrukčních částí nebo samostatných technických celků a provádí dohled nad jejich výrobou. Povoluje provozování technické zkušebny. Může povolit na žádost výjimku z technických požadavků, které musí vozidlo splňovat. Vydává povolení pro zkušební provoz vozidel. Rozhoduje o vydání profesního osvědčení kontrolního technika k provádění technických prohlídek vozidel a vydává oprávnění stanicím technické kontroly.  
Podle zákona č. 266/1994 Sb., o dráhách, Ministerstvo dopravy vydá vyhláškou přepravní řád pro veřejnou drážní osobní dopravu (přepravní řád pro veřejnou nákladní drážní dopravu vydává vláda nařízením). Ministerstvo dopravy rozhoduje o zařazení železniční dráhy do kategorie; po dohodě s Ministerstvem obrany rozhoduje o zrušení celostátní nebo regionální dráhy. Rozhoduje o změně kategorie dráhy celostátní na jinou kategorii železniční dráhy a o změně kategorie jiné železniční dráhy než dráhy celostátní na dráhu celostátní po dohodě s Ministerstvem obrany. Je odvolacím orgánem ve správním řízení proti rozhodnutí Drážního úřadu, Drážní inspekce a obcí. Uplatňuje stanoviska k politice územního rozvoje a územně plánovací dokumentaci a k územnímu opatření o stavební uzávěře z hlediska zájmů a záměrů ve věcech drah železničních, s výjimkou dráhy speciální. Je dotčeným orgánem při posuzování zralosti projektů společného zájmu energetické infrastruktury a uplatňuje závazné stanovisko ve společném územním a stavebním řízení pro stavby projektů společného zájmu energetické infrastruktury z hlediska působnosti všech drážních úřadů.
Podle zákona 114/1995 Sb. o vnitrozemské plavbě vykonává působnost v oblasti péče o rozvoj vodních cest dopravně významných a jejich modernizaci. Kontroluje vývoj nabídky kapacity plavidel určených k přepravě nákladů ve vodní dopravě evidovaných v plavebním rejstříku, vyhodnocuje intenzitu vodní dopravy ve vztahu ke kapacitě plavidel, propustnosti a stavu vodních cest, a sleduje, zda vývoj nabídky kapacity plavidel a intenzity vodní dopravy nevede k vážnému narušení finančního hospodaření provozovatelů vodní dopravy. Jako plavební úřad ministerstvo pověřuje právnickou osobu prováděním technických prohlídek plavidel, rozhoduje o schválení typu výrobku určeného pro použití v systému říčních informačních služeb, rozhoduje o pověření osob prováděním školení určeného pro člena posádky plavidla nebo pro výkon činnosti odborníka na přepravu cestujících a o odnětí tohoto pověření, provádí zkoušku z teoretických znalostí a praktických dovedností potřebných k provádění školení určeného pro člena posádky plavidla nebo pro výkon činnosti odborníka na přepravu cestujících a jmenuje a odvolává členy zkušební komise, před níž se tato zkouška skládá, rozhoduje o schválení technické způsobilosti, o technické nezpůsobilosti a o zákazu využívání simulátoru k ověřování praktických dovedností vůdce plavidla nebo praktických dovedností potřebných k vedení plavidla plujícího pomocí radaru, vydává stanovisko pro rozhodování o koncesi k provozování vodní dopravy a rozhoduje o udělení povolení pro provozování mezinárodní vodní dopravy, je odvolacím orgánem ve správním řízení ve věcech upravených tímto zákonem proti rozhodnutí Státní plavební správy, provádí prevenci v oblasti bezpečnosti plavebního provozu.
Prostřednictvím odboru vodní dopravy ministerstvo podle zákona 61/2000 Sb. vykonává mimo jiné působnost námořního úřadu. V rámci této funkce vede námořní rejstřík, do kterého se zapisují údaje o námořních plavidlech, jejich vlastnících a jejich provozovatelích. Vydává lodím rejstříkový list, organizuje a provádí zkoušky jachtařů a posádek námořních lodí, vystavuje příslušná osvědčení, zajišťuje mezinárodní vztahy v námořní plavbě a zastupuje ČR v Mezinárodní námořní organizaci (IMO). Schvaluje soulad lodí s požadavky námořních úmluv, provádí pravidelné prohlídky lodí a je správním orgánem ve věci recyklace lodí, k čemuž může pověřit uznanou klasifikační společnost. Schvaluje technickou způsobilost námořních jachet, k čemuž může pověřit právnickou nebo fyzickou osobu.

## Sloučení s ministerstvem průmyslu a obchodu
Nejméně od roku 2012 se objevují teorie o sloučení ministerstva dopravy s ministerstvem průmyslu a obchodu. S návrhem na sloučení přišla předsedkyně strany LIDEM a vicepremiérka Nečasovy vlády Karolína Peake v říjnu 2012 s odůvodněním, že činnost obou ministerstev jde ruku v ruce a sloučení by přineslo velké úspory. Návrh však nezískal velkou podporu mezi politiky, ani mezi odborníky, kteří hovořili mimo jiné o tom, že agendy obou ministerstev ve skutečnosti nemají mnoho společného, snad kromě stavebnictví, a že rozsah činnosti obou resortů je natolik široký, že je namístě spíše samostatné řízení každého úřadu. K záměru se vrátil premiér Andrej Babiš (ANO 2011), když v pondělí 20. ledna 2020 navrhl odvolání ministra dopravy Vladimíra Kremlíka kvůli předražené zakázce na elektronické dálniční známky a současně navrhl vedením resortu dopravy trvale pověřit vicepremiéra, ministra průmyslu a obchodu Karla Havlíčka, s čímž prezident Miloš Zeman souhlasil. Myšlenka skutečného sloučení úřadů však zůstala jen v teoretické rovině.

## Organizační struktura
K 15. říjnu 2023 byla datována tato organizační struktura:
- 035 samostatné oddělení bezpečnostní
- 043 odbor interního auditu a kontroly
  - 041 oddělení kontroly
  - 042 oddělení interního auditu
- 101 sekce legislativní a právní
  - 330 odbor ICT
    - 331 oddělení provozu ICT
    - 332 oddělení projektového řízení

  - 510 odbor legislativy
    - 511 oddělení drážní, letecké a plavební legislativy
    - 512 oddělení silniční legislativy
    - 513 oddělení rozkladové komise
    - 515 oddělení implementace práva Evropské unie

  - 810 odbor právní
    - 812 oddělení právní pomoci
    - 813 oddělení podpory veřejných zakázek
    - 814 oddělení náhrad škod
- 202 sekce drážní, vodní a letecké dopravy
  - 130 odbor drážní dopravy
    - 131 oddělení koncepcí a mezinárodní spolupráce na železnici
    - 132 oddělení správních předpisů a státní správy ve věcech drah
    - 133 oddělení rozvoje železniční a kombinované dopravy

  - 220 odbor civilního letectví
    - 221 oddělení letecké dopravy
    - 222 oddělení infrastruktury letišť
    - 224 oddělení leteckého provozu, techniky a rozvoje

  - 230 odbor vodní dopravy
    - 231 oddělení námořní dopravy
    - 232 oddělení vnitrozemské plavby
- 301 sekce silniční a veřejné dopravy a správních agend
  - 110 odbor silniční dopravy
    - 111 oddělení nákladní dopravy a státního odborného dozoru
    - 112 oddělení mezinárodní osobní dopravy
    - 113 oddělení správního řízení

  - 150 odbor provozu silničních vozidel
    - 151 oddělení registrace vozidel
    - 152 oddělení schvalování vozidel
    - 153 oddělení správy agend registrů
    - 154 oddělení kontroly vozidel v provozu

  - 160 odbor agend řidičů
    - 161 oddělení informačních systémů a řidičských oprávnění
    - 162 oddělení správního řízení v silničním provozu
    - 163 oddělení kvalifikací řidičů, státního dozoru a koncepcí

  - 190 odbor veřejné dopravy
    - 191 oddělení státní správy
    - 192 oddělení koncepce a rozvoje
- 401 (080) sekce kanceláře ministra a vnějších vztahů
  - 530 odbor zahraničních vztahů a EU
    - 531 oddělení koordinace záležitostí EU
    - 533 oddělení zahraničních vztahů

  - 170 samostatné oddělení BESIP
  - 730 odbor kosmických aktivit a nových technologií
    - 731 oddělení kosmických aktivit
    - 732 oddělení nových technologií v dopravě

  - 083 kancelář ministra
  - 072 odbor komunikace
    - 074 oddělení tiskové
    - 075 oddělení komunikace s veřejností
- 501 sekce ekonomická a infrastrukturní
  - 410 odbor financí a ekonomiky
    - 413 oddělení financování rozpočtové, příspěvkové a hospodářské sféry
    - 414 oddělení účetnictví
    - 415 oddělení nakládání s majetkem státu a tarifů
    - 416 oddělení vnitřního rozpočtu a zvláštního tarifu

  - 430 odbor fondů EU
    - 431 oddělení metodik koordinace a evaluace programu
    - 432 oddělení přípravy projektů
    - 433 oddělení plateb a monitoringu projektů
    - 434 oddělení kontrol a nesrovnalostí
    - 435 oddělení technické pomoci a podpůrných činností operačních programů

  - 520 odbor strategie
    - 521 oddělení dopravní politiky a čisté mobility
    - 522 oddělení dopravních analýz
    - 914 oddělení územního plánu

  - 910 odbor infrastruktury a územního plánu
    - 911 oddělení infrastruktury pozemních komunikací a speciálního stavebního úřadu
    - 915 oddělení infrastruktury železnic a plavby

  - 930 odbor liniových staveb a silničního správního úřadu
    - 121 oddělení dlouhodobých projektů
    - 122 oddělení silničního správního úřadu
    - 920 oddělení odvolacích řízení
    - 921 oddělení liniových staveb
- 600 sekce státního tajemníka
  - 010 odbor personální
    - 012 oddělení systemizace a personálních procesů
    - 013 oddělení Dětská skupina Mašinka
    - 014 oddělení metodické a právní podpory

  - 060 kancelář státního tajemníka
  - 422 samostatné oddělení spisové a archivní služby
  - 425 samostatné oddělení vnitřní správy
- 701 náměstek člena vlády I (Tomáš Vrbík)
- 801 náměstek člena vlády II (Mgr. Václav Bernard)

Vzhledem k tomu, že číslování útvarů není zcela přizpůsobováno aktuální organizační struktuře, naznačuje reliktně dřívější organizační uspořádání. 
Organizační struktura a názvy útvarů procházely mnoha reorganizacemi a přejmenováními. Například v roce 2015 vzbudilo rozruch zrušení odboru plavby a převedení jeho agendy pod odbor železniční (ve skutečnosti pod Odbor dráhy, železniční a kombinované dopravy) bez předchozího varování a konzultací. Důvodem mělo být, že odbor měl méně než deset zaměstnanců, konkrétně devět.

## Podřízené organizace

##### Silniční doprava
- Ředitelství silnic a dálnic (ŘSD), státní podnik
- Centrum služeb pro silniční dopravu (CSPSD), státní příspěvková organizace
- BESIP, oddělení ministerstva dopravy

##### Drážní doprava
- Správa železnic, státní organizace
- Drážní úřad, organizační složka státu
- Drážní inspekce, organizační složka státu

##### Letecká doprava
- Řízení letového provozu České republiky (ŘLP), státní podnik
- Úřad pro civilní letectví (ÚCL), organizační složka státu
- Ústav pro odborné zjišťování příčin leteckých nehod (ÚZPLN), organizační složka státu

##### Vodní doprava
- Ředitelství vodních cest ČR (ŘVC), organizační složka státu
- Státní plavební správa, organizační složka státu

##### Další organizace
- Centrum dopravního výzkumu (CDV), veřejná výzkumná instituce
- Státní fond dopravní infrastruktury (SFDI), státní fond (ze zákona)
- CENDIS, státní podnik

## Vlastnické podíly
Ve státem vlastněné akciové společnosti České dráhy vykonává stát vlastnická práva prostřednictvím řídicího výboru, který tvoří tři vládou pověření zaměstnanci ministerstva dopravy a tři vládou pověření zaměstnanci dalších tří ministerstev. Ačkoliv ministerstvo dopravy hospodaří se 100 % akcií Českých drah, vzhledem k zákonem danému složení řídicího výboru přesto není ovládající osobou. Pro správu těchto akcií nemá ministerstvo zřízen žádný odbor. V žádných jiných českých ani zahraničních právnických osobách ministerstvo dopravy podíl nemá.